# Liste der Monuments historiques in Dinteville
Die Liste der Monuments historiques in Dinteville führt die Monuments historiques in der französischen Gemeinde Dinteville auf.

## Liste der Immobilien
| Bezeichnung           | Beschreibung | Standort                 | Kennzeichnung | Schutzstatus | Datum          | Bild           |
| --------------------- | --- | ------------------------ | ------------- | ------------ | -------------- | -------------- |
| Château de Dinteville | Schloss, 16. Jahrhundert, am Ort einer Burg des 13. Jahrhunderts erbaut; mit Teilen der Innenausstattung, Wassergräben, Wirtschaftsgebäuden und dem Park | Chemin du Château (Lage) | PA00079048    | Inscrit      | 1971 1996 2000 | weitere Bilder |

## Liste der Objekte
| Bezeichnung             | Beschreibung            | Standort                     | Kennzeichnung | Schutzstatus | Datum | Bild |
| ----------------------- | ----------------------- | ---------------------------- | ------------- | ------------ | ----- | ---- |
| Gemälde Taufe Chlodwigs | aus dem 19. Jahrhundert | in der Kirche St-Rémy (Lage) | PM52002007    | Inscrit      | 2013  |      |